# Saint-Mandé
Saint-Mandé ist eine französische Gemeinde mit 21.223 Einwohnern (Stand 1. Januar 2022), die sich östlich an die Hauptstadt Paris anschließt. Sie gehört zum Ballungsraum Île de France und liegt, einem Zipfel gleichend, im Nordwesten des Départements Val-de-Marne.

## Geschichte
Durch die Annektierung großer Stadtviertel, die heute zum 12. Pariser Arrondissement zählen, und des Bois de Vincennes in den Jahren 1860 und 1929 durch die Stadt Paris verlor Saint-Mandé einen großen Teil seines Stadtgebietes.

## Bevölkerungsentwicklung
| Jahr      | 1962   | 1968   | 1975   | 1982   | 1990   | 1999   | 2011   | 2018   |
| Einwohner | 24.325 | 23.044 | 20.968 | 18.673 | 18.684 | 19.697 | 22.292 | 22.248 |

Quellen: Cassini und INSEE

## Sehenswürdigkeiten
Siehe auch: Liste der Monuments historiques in Saint-Mandé
- Die Kirche Notre-Dame, erbaut 1883–1885
- Das Hôpital Bégin, erbaut 1855–1858
- Die Kirche Saint-Louis, erbaut 1923–1924
- Auf dem kleinen cimetière nord finden sich zahlreiche alte Gräber unter anderem von Juliette Drouet, der Muse von Victor Hugo
- Auf dem cimetière sud ruht die Pianistin Jeanne-Marie Darré
- Auf dem cimetière sud ruht die Schriftstellerin Juliette Benzoni, genannt Königin der historischen Romane

## Verkehr
Die Stadt wird von der Pariser Métrolinie 1 an der Station Saint-Mandé (ehemals Saint-Mandé – Tourelle) bedient. Der verbliebene Teil der Bahnstrecke Paris-Bastille–Marles-en-Brie durchquert die Stadt und wird von der RER A genutzt; allerdings ohne Halt in Saint-Mandé.

## Wirtschaft
Ubisoft, eine  Firma für Computerspiele mit 21.000 Mitarbeitern, hat ihren Sitz in der Stadt. 

## Städtepartnerschaften
Saint-Mandé unterhält Städtepartnerschaften mit: 
- Akkon, Israel, seit 21. September 2010
- Concord, Vereinigte Staaten, seit 15. März 1987
- |Drogheda, Irland, seit 9. September 2011
- Eschwege, Deutschland, seit September 1989 / Oktober 1990[2]
- Tres Cantos, Spanien, seit 12. März 2005
- Chingford, Vereinigtes Königreich, seit 21. April 1956
- Yanggu-gun, Südkorea, seit 12. Oktober 2011

## Persönlichkeiten
- Jean-Philippe Allard (1957–2024), Musikproduzent, Manager
- Juliette Benzoni (1920–2016), Schriftstellerin
- Charles Berling (* 1958), Schauspieler, Filmregisseur und Drehbuchautor
- Françoise Blanchard (1954–2013), Schauspielerin
- Martine Carol (1920–1967), Schauspielerin
- Gaëtan Charbonnier (* 1988), Fußballspieler
- Claudette Colbert (1903–1996), oscarprämierte Schauspielerin
- Bruno Cremer (1929–2010), Schauspieler
- Pierre Christin (1938–2024), Autor und Comicszenarist
- Alexandra David-Néel (1868–1969), Reiseschriftstellerin
- Frédéric Delcourt (* 1964), Schwimmer
- Frédéric Diefenthal (* 1968), Schauspieler
- Jules Guesde (1845–1922), Politiker
- Alice Guy-Blaché (1873–1968), Filmregisseurin
- H. Maurice Jacquet (1886–1954), Komponist und Dirigent
- Pierre Jolivet (* 1952), Regisseur, Drehbuchautor und Schauspieler
- Dominique Laffin (1952–1985), Schauspielerin
- Jacqueline Lamba (1910–1993), Malerin des Abstrakten Expressionismus
- François Lissarrague (1947–2021), Klassischer Archäologe
- Eric Luter (* 1953), Jazzmusiker
- André Moynet (1921–1993), Flieger im Zweiten Weltkrieg, Politiker und Autorennfahrer
- Jean-Yves Nahmias (* 1957), römisch-katholischer Geistlicher, Bischof von Meaux ab 2012
- Rémy Pochauvin (1961–2021), Autorennfahrer
- Yann Randrianasolo (* 1994), Leichtathlet
- Yves Ternon (* 1932), Chirurg und Geschichtswissenschaftler
- Robert-André Vivien (1923–1995), Politiker